# Zähldaten
In der Statistik sind Zähldaten ein Datenformat bei dem Beobachtungen ausschließlich nichtnegative ganzzahlige Werte annehmen können (also 0, 1, 2, 3, …). Diese Werte entstehen durch Zählen, und nicht durch Bewerten und Anordnung (wie etwa bei der Likert-Skala, vgl. Ordinalskala). Außerdem unterscheiden sich Zähldaten von Binärdaten, die nur zwei Werte (0 und 1) annehmen können. Es handelt sich demnach um diskrete Häufigkeiten, etwa wie viele Tage jemand im letzten Jahr gefehlt hat. Bei der Modellierung von Zähldaten kommt es oft zum Phänomen der Überdispersion.

## Schätzung von Zähldaten-Modellen
Gängige Methoden wie die Methode der kleinsten Quadrate sind zur Schätzung von Zähldaten-Modellen nicht geeignet. Daher gibt es besondere statistische Methoden zur Analyse von Zähldaten (Regression für Zähldaten). Die Methoden beziehen sich auf die zugrunde liegenden Verteilungen, etwa die Poisson-Verteilung oder die negative Binomialverteilung. Hierbei stellt die Verwendung der Poisson-Verteilung die einfachste und am meisten benutzte Variante dar.
Um gewisse Probleme mit nicht beobachteten Fällen zu umgehen, kann auf die additive Glättung zurückgegriffen werden.